# Берх, Мориц Борисович
Мориц (Маврикий) Борисович Берх (Берг) (1776 — 1 февраля 1860, Николаев, Николаевское и Севастопольское военное губернаторство) — адмирал (02.10.1852) русского императорского флота, член Адмиралтейств-совета (1849—1860), главный командир Черноморского флота (1851—1855), участник Крымской войны.

## Биография
Мориц Борисович Берх родился в 1776 году, происходил из балтийских немцев, сын Бернгарда Берха (1735—1777), подполковника русской армии. Брат Амандуса Борисовича Берха, генерал-лейтенанта флота, главного командира рижского порта. Воспитывался в Морском кадетском корпусе, из которого выпущен гардемарином в 1795 году, в 1797 году произведён в мичманы.
В первые годы по выпуске из корпуса Берх плавал на судах Балтийского флота у берегов Англии и Голландии и на шестом году службы, ещё в чине мичмана, уже был сделан командиром тендера «Дельфин», на котором плавал в Финском заливе, а потом на коммерческом судне ходил в Лондон и Лиссабон.
В 1806 году, на принадлежащем Российско-американской компании корабле «Нева» под командованием лейтенанта Л. А. Гагемейстера, Берх отправился из Кронштадта к северо-западным берегам Америки. Из Охотска вернулся берегом в С.-Петербург.
По возвращении в Кронштадт прослужил семь лет в Балтийском флоте, командуя судами «Жемчуг» и «Эммануил». 23 декабря 1812 года был произведён в капитан-лейтенанты. В кампанию 1814 года на корабле «Трёх Иерархов» крейсировал между Кронштадтом и Ревелем. В 1815—1817 годах состоял при Ревельском порте.
Масон, с 1815 года член ревельской ложи «Изиды», затем там же член ложи «Трёх секир».
В 1817 году Берх был назначен на должность директора черноморских и азовских маяков, исполняя которую был с 1822 по 1824 годы начальником экспедиции по описи Чёрного моря и директором флотского училища в Севастополе. 7 февраля 1823 года награждён орденом Святого Владимира 4-й степени.
Произведённый 12 декабря 1824 года в капитаны 2-го ранга, Берх в следующем году был назначен капитаном над Севастопольским портом. 9 апреля 1826 года награждён орденом Святой Анны 2-й степени. В 1827 году, с учреждением Корпуса флотских штурманов, Берх был переведён в штурманские полковники, с назначением инспектором Корпуса штурманов Черноморского флота и с утверждением в должности директора черноморских маяков.
6 декабря 1829 года Берх был произведён в генерал-майоры, а 1 января 1838 года — в генерал-лейтенанты.
Кроме того, Берх с 1831 года председательствовал в комитете по устройству в Севастополе доков, а с 30 марта 1832 года управлял и гидрографическим отделением штаба Черноморского флота и портов. 18 декабря 1830 года Берх был награждён орденом Святого Георгия 4-й степени (№ 4430 по кавалерскому списку Григоровича — Степанова). 5 сентября 1837 года награжден орденом Святого Владимира 3-й степени. 18 апреля 1842 года награждён орденом Святого Станислава 1-й степени. 13 сентября 1845 года награждён орденом Святой Анны 1-й степени.
6 декабря 1849 года Берх назначен членом Адмиралтейств-совета, а в 1851 году опять возвратился на Чёрное море, уже в качестве исправляющего должность главного командира Черноморского флота. 8 апреля 1851 года Берх был переименован в вице-адмиралы и назначен Николаевским и Севастопольским генерал-губернатором. Возглавлял в Николаеве прихожан евангелического вероисповедания, первый старшина лютеранского общества.
2 октября 1852 года он произведён в адмиралы.
12 октября 1852 года в Николаеве была освящена лютеранская церковь (кирха) Христа Спасителя, построенная архитектором Чарльзом Акройдом. В ее строительстве Мориц Борисович принимал активное участие.
После Синопского сражения в начале весны 1854 года адмирал Берх издал приказ о формировании в Николаеве отряда кораблей для обороны города на случай развертывания вблизи него военных действий. Оставаясь в Николаеве, М. Б. Берх формально не принимал участия в активных военных действиях Крымской войны — все его усилия были направлены на обеспечение обороняющегося Севастополя вооружением, продовольствием и медикаментами. Помимо этого она занимался вопросами обороны Одессы и Очакова, Кинбурнской крепости и портов, расположенных в Азовском море.
26 сентября 1855 года уволен от должности временно исправляющего должность главного командира Черноморского флота и портов и Николаевского и Севастопольского военного губернатора с оставлением членом Адмиралтейств-совета. Умер Мориц Борисович Берх 14 января 1860 года.
Мориц Борисович Берх исключён из списков 1 февраля 1860 года.

## Награды
- Орден Святого Владимира 4-й степени (07.02.1823)
- Орден Святой Анны 2-й степени (09.04.1826)
- Орден Святого Георгия 4-й степени (18.12.1830)
- Орден Святого Владимира 3-й степени (05.09.1837)
- Орден Святого Станислава 1-й степени (18.04.1842)
- Орден Святой Анны 1-й степени (13.09.1845)
- Императорская корона к ордену Святой Анны 1-й степени (04.12.1848)

## Семья
В браке с Марией Ниман (1790—1856) были дети:
- Мориц Маврикиевич (1814—1852), морской офицер. Служил на различных кораблях Черноморского флота
- Мария Маврикиевна (1816/1817—1881). Ее муж — инженер-штабс-капитан Александр Попов (около 1818—1849), выпускник Главного инженерного училища в Санкт-Петербурге, погиб на Кавказе.
  - Внуки: Ольга Александровна Попова (1845—после 1884). В первом браке замужем за Андреем Андреевичем фон Цурмиленом (Цур-Миленом) (1837—1907), сыном генерал-лейтенанта А. А. Цур-Милена, во втором — за Евгением Венцеславовичем Пеликаном; Владимир Александрович Попов, полковник

- Борис Маврикиевич (Бернард-Александр) Берх (1827—1900), морской офицер. Вышел в отставку в чине генерал-майора. Его жена — Ксения Григорьевна Соколова (1837—1887), дочь историка Г. И. Соколова. Детей в браке не было.
- Юлия Маврикиевна (1820—1906). Замужем за Туркестанским генерал-губернатором генерал-адъютантом К. П. Кауфманом.
- Елизавета Маврикиевна (1821—после 1864). Муж — мичман российского флота Джеймс (Яков Васильевич) Мюргед (Мюргедс) (ок. 1826—1850)
  - Внучка: Елизавета Яковлевна Мюргед (1850—1906). Ее муж — штаб-ротмистр в отставке Петр Павловичем Паризо-де-ла-Валетт (1835—1892). Один из их сыновей — Константин Петрович Паризо де ла Валетт (1877—1940, Канны), архитектор[4].
- Александр Маврикиевич (1830—1909), инженер-генерал, военный писатель.